# رود فصلی لات
 رود فصلی لات یک رود در حوضه آبریز دریاچه نمک در استان البرز ایران است که از البرز سرچشمه می‌گیرد. این رود در ارتفاع ۱۹۲۴ متری واقع شده است.